# Oceanía Pacífico

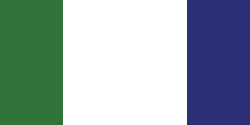
Versión simplificada de la bandera usada para identificar a Oceanía Pacífico

Se conoce como Oceanía Pacífico (en inglés: Pacific Oceania, abreviado como POC) al grupo de naciones insulares del Pacífico que compiten colectivamente como un solo país tanto en la Copa Davis (masculina) como en la Copa Billie Jean King (femenina). Los equipos son administrados por la Federación de Tenis de Oceanía, el organismo rector del tenis en el continente.
Como algunos países y territorios del Océano Pacífico eran demasiado pequeños o subdesarrollados para tener sus propios equipos nacionales, el conjunto se estableció en 1995, y los equipos masculinos y femeninos participaron por primera vez en las ediciones de ese año de la Copa Davis y la Copa Fed.

## Naciones y territorios representados

En verde en el mapa, los países representados en los equipos de Oceanía Pacífico. Exmiembros en naranja.

- Fiyi (compitió de forma independiente en la década de 1990)
- Guam (1995-2017, compitiendo de forma independiente desde 2020[3])
- Islas Cook
- Islas Marshall
- Kiribati
- Estados Federados de Micronesia
- Islas Marianas del Norte
- Islas Salomón
- Nauru
- Isla Norfolk
- Nueva Caledonia
- Palaos
- Papúa Nueva Guinea
- Samoa
- Samoa Americana
- Tahití
- Tonga
- Tuvalu
- Vanuatu